# EV5 Via Romea Francigena

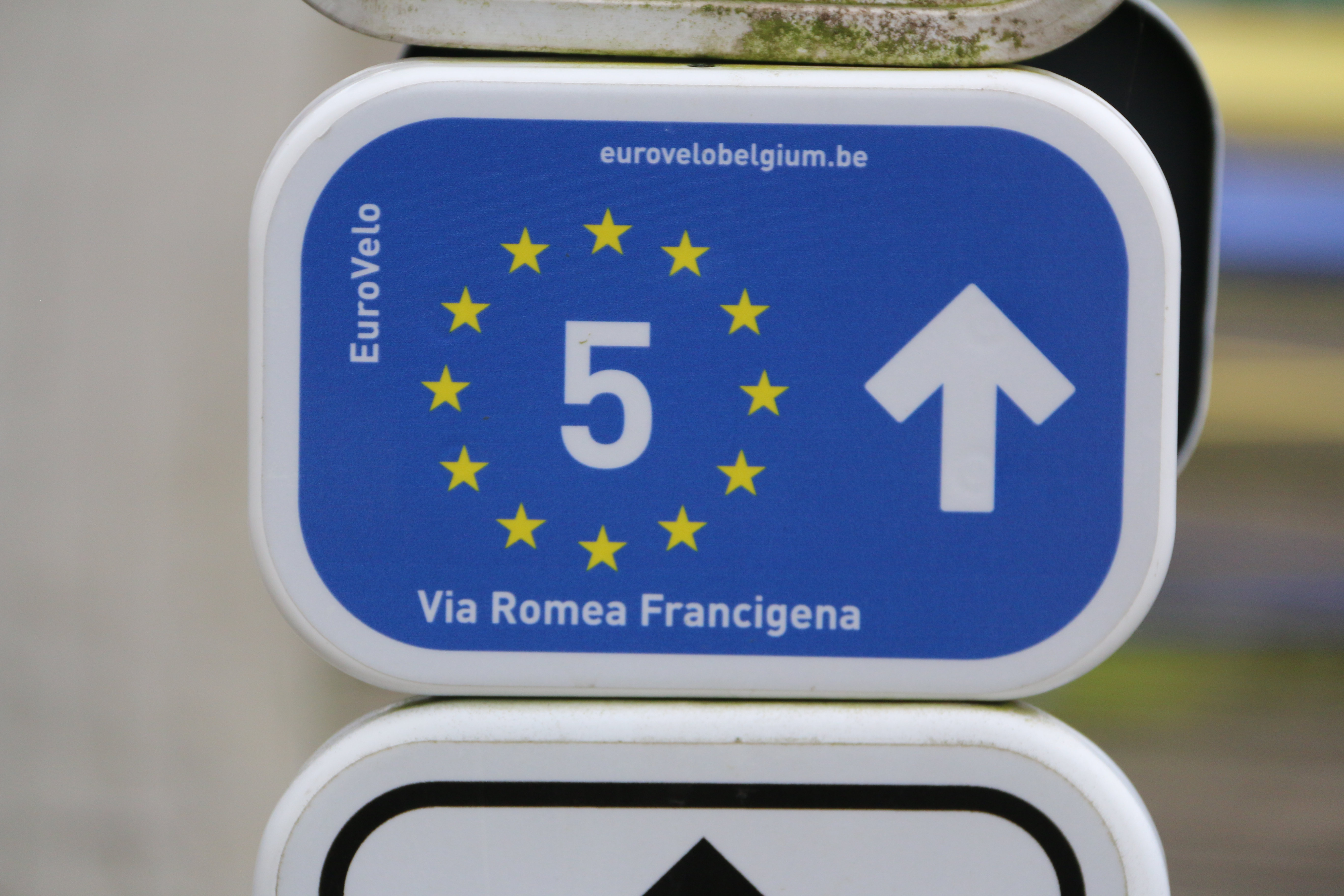

Via Romea Francigena is een geheel bewegwijzerde fietsroute van zo'n 3250 kilometer lang. De route maakt deel uit van het EuroVelo netwerk van de European Cyclists' Federation, en is opgezet met financiering vanuit een Interreg-programma van de Europese Unie. Het type bewegwijzering verschilt van land tot land omdat gebruik wordt gemaakt van nationale netten van lange-afstandsfietsroutes.

## Routebeschrijving
Per land zijn de belangrijkste steden die doorkruist worden:
| Land                | Belangrijkste steden (kruising met andere EuroVelo)                                                                |
| ------------------- | --- |
| Verenigd Koninkrijk | Canterbury (EV12), Dover                                                                                           |
| Frankrijk           | Calais (EV4, EV12), Saint-Omar, Lens, Rijsel                                                                       |
| België              | Ronse, Geraardsbergen, Halle, Brussel, Wavre, Namen (EV3, EV19), Dinant (EV19), Ciney, Marche-en-Famenne, Bastogne |
| Luxemburg           | Luxemburg |
| Duitsland           | Saarlouis, Saarbrücken                                                                                             |
| Frankrijk           | Sarrebourg, Straatsburg (EV15), Sélestat, Colmar, Mulhouse (EV6, EV15)                                             |
| Zwitserland         | Bazel (EV6, EV15), Lüzern, Andermatt (EV15, EV17), Bellinzona, Chiasso                                             |
| Italië              | Como, Milaan, Pavia (EV8), Piacenza (EV8), Lucca, Siena, Viterbo, Rome (EV7), Benevento, Matera, Brindisi          |

De route volgt een oude pelgrimsroute van Engeland naar Rome. Pelgrims trokken vanuit hier ook door naar Jeruzalem via de haven van Brindisi, via de oude Via Appia.
De totale afstand bedraagt 3.250 kilometer. Onderweg zijn er veel bezienswaardigheden en de route doet de steden met Europese instellingen aan (Brussel, Luxemburg en Straatsburg). Voor gidsen en toelichtingen moet gebruikgemaakt worden van het materiaal dat per land beschikbaar is. In sommige gevallen kan dat er toe leiden dat het alleen beschikbaar is in de taal van dat land.

### Verenigd Koninkrijk
De route start in Canterbury in het Verenigd Koninkrijk. Hier kan de EV12 Noordzeefietsroute vervolgd worden naar het noorden. Canterburry is bekend om zijn kathedraal. Door Kent gaat de route naar de kust bij Dover met de krijtrotsen en Dover Castle. Hier wordt met het veer het Nauw van Calais overgestoken. In het Engelse deel loopt de route parallel met de EV12 Noordzeefietsroute. Er wordt gebruik gemaakt van de bewegwijzering van het National Cycle Network.

### Frankrijk
In Calais kan worden aangesloten op de EV4 Midden-Europaroute (naar het zuiden en naar het noorden) langs de kust. Het deel richting het noorden loopt parallel met de EV12 Noordzeefietsroute. De route gaat over de Mont Watten en door Saint-Omar. Tussen Aire-sur-la-Lys en Saint-Venant volgt de route de Leie. Na Lens volgt Rijsel en niet veel later de Belgische grens in Leers.

### België
In Leers-Nord wordt de grens overgestoken via de RAVeL Spierekanaal tot Spiere-Helkijn. Tussen Spiere-Helkijn en Lessen volgt de route RAVeL Ligne 87, ze loopt hierbij tussen Spiere-Helkijn en Escanaffles en tussen Ellezelles en Lessen parallel met de bewegwijzerde Wapitour. De route loopt tussen Vlaamse Ardennen en Pays des Collines en volgt vanaf Lessen de RAVeL Dendre. In Oost-Vlaanderen blijft de route dit fietspad naast de Dender volgen om Geraardsbergen heen tot Schendelbeke. Hier verlaat de route de rivier en steekt via Onkerzele door naar Atembeke.
Tussen Atembeke en Lot loopt de route parallel met de LF Vlaanderenroute (en de LF Heuvelroute). 
De route volgt het fietspad naast Kanaal Brussel-Charleroi (samen met de RV1 Au Fil de l'Eau) tot de Brusselse Dansaertwijk. Via de Grote Markt wordt Station Brussel-Centraal bereikt. Vanaf hier loopt de route parallel met de LF Kunststedenroute tot Terhulpen. 
Tussen Terhulpen en Waver loopt de route parallel met de RAVeL W2 (La Véloroute de la Bière). En tussen Namen en Dinant met de EV19 en de RAVeL W5 (D'une vallée à l'autre) langs de Maas. Vanaf Dinant tot Ciney wordt de RAVeL W8 (Entre Fagnes et Famenne) gevolgd. In Namen kan ook worden aangesloten op de EV3.
Tussen Hotton en Sainte-Ode loopt de route parallel met de RAVeL W7 (Sur la Route des Ardennes) en tussen Bastogne en Martelange met RAVeL W9 (La Véloroute Grandeur Nature). Na het doorkruisen van de Ardennen wordt in Martelange de grens met Luxemburg overgestoken.

### Luxemburg
Vanaf Wolwelange tot Schengen loopt de route parallel mee over de landelijke fietsroutes PC18, PC17, PC12, PC13, PC1, PC11 en PC7. In de route is de stad Luxemburg opgenomen. Tussen Remich en Schengen loopt de route een klein deel parallel met de Moselradweg.

### Duitsland
Vanaf Perl tot Saarbrücken voert de route door Duitsland en volgt hierbij de Saar-Radweg.

### Frankrijk
Vanaf Grosbliederstroff tot Saint-Louis voert de route voor de 2e maal door Frankrijk. In Straatsburg kan worden aangesloten op de EV15. De route gaat door de steden Sélestat en Colmar. In Mulhouse kruist de route de EV6 Atlantische kust naar de Zwarte Zee.

### Zwitserland
In Bazel kruist de route de EV6 Atlantische kust naar de Zwarte Zee en de EV15 Rijnroute. Vanaf Bazel tot Chiasso loopt de route over de nationale route 3: Nord-Süd-Route' van Fietsnetwerk Veloland Schweiz. De route voert langs het Vierwoudstrekenmeer, over de Gotthardpas en langs het Meer van Lugano. In Chiasso wordt de grens met Italië overgestoken.

### Italië
De route voert door Como en langs het Comomeer. Tot Brindisi worden steden aangedaan als Milaan, Rome en Siena. Tussen Pavia en Piacenza loopt de route parallel met de EV8 Middellandse Zeeroute. In Brindisi kan middels veerboot worden aangesloten op de EV8 Middellandse Zeeroute in het Griekse Vlorë. In Rome kruist de route de EV7 Route van de Zon.

## Erkenningen
Het Belgische deel van EuroVelo 5 Via Francigena werd in 2023 op de Fiets en Wandelbeurs in Utrecht uitgeroepen tot Fietsroute van het Jaar 2023.